# Метафраза
Метафра́за (метафра́з, метафра́зис; др.-греч. μετάφρασις meta — сверх, phrasis — выражение; перефразировка) — филологический термин, обозначающий особую разновидность пересказа, а именно максимально близкий к подлиннику пересказ литературного текста, сохраняющий его общее фразеологическое значение. В этом случае выделяются три типа пересказа: пересказ-метафраза (почти буквально воспроизводящей текст), пересказ-парафраз и пересказ-комментарий.
Для метафразы характерно одно интересное свойство — общее смысловое значение всей фразы может быть не связано напрямую со словарными лексическими значениями слов, её составляющих.
В частности, метафразой называется описательное прозаическое переложение или прозаический подстрочник стихотворного текста.
Но этот термин не всегда употребляется в таком строгом значении. Иногда метафразой называется передача или пересказ содержания литературного текста другими словами. В частности, под названием метафраз известны несколько литературных произведений, пересказывающих или как-либо перелагающих другие тексты. Метафразой часто называется «Парафраз Евангелия от Иоанна» Нонна Панополитанского. Метафразами называются сделанные Симеоном Метафрастом пересказы «Житий святых». «Метафразисами» (в латинском написании: «Metaphrasis») назвал свои стихотворные переложения псалмов А. Д. Кантемир.